# Larry Allen
Pour les articles homonymes, voir Allen.
Pro Football Hall of Fame 2013
(en) Statistiques sur pro-football-reference
Larry Christopher Allen, Jr., né le 27 novembre 1971 à Los Angeles (Californie) et mort le 2 juin 2024 au Mexique, est un sportif professionnel américain de football américain ayant évolué au poste d'offensive guard dans la National Football League (NFL) pendant quatorze saisons (1994-2007).

## Carrière
Au niveau universitaire, Larry Allen a joué pendant deux saisons (1989-1990) pour les Roadrunners de Butte (en) de la Golden Valley Conference (en) et pendant deux saisons (1991-1992) pour les Seawolves de Sonoma State (en) dans la NCAA Division II avant d'être sélectionné en 46e choix global lors du deuxième tour de la draft 1994 de la NFL par la franchise de Cowboys de Dallas.
Larry Allen est considéré comme l'un des joueurs les plus forts physiquement de la NFL, tout en étant également capable d'utiliser sa vitesse contre les défenseurs,,
,.
Au cours de ses 12 premières saisons avec les Cowboys (1994–2005), Allen a été sélectionné dix fois au Pro Bowl et six fois dans la première équipe All-Pro. Il faisait également partie de l'équipe ayant remporté le Super Bowl XXX contre les Steelers de Pittsburgh. Allen joue ses deux dernières saisons avec les 49ers de San Francisco, où il obtient une 11e sélection au Pro Bowl.
Allen est intronisé au Pro Football Hall of Fame en 2013.